# Néocorporatisme
 (décembre 2017).
Le courant néocorporatiste, apparu dans les années 1970, souligne les liens étroits qui existent entre les groupes d'intérêts et l'État.

## Définitions

### Doctrine générale
Le modèle néocorporatiste revêt plusieurs définitions. Cependant, elles s’accordent pour dire que c’est un modèle reflétant une réalité politique qui met en avant les relations privilégiées entre l’État et les groupes d’intérêts. Ainsi, l’État se sert des groupes d’intérêts (ou lobbies) pour l’élaboration de nouvelles politiques correspondant aux besoins actuels et les groupes d’intérêts se servent de leur relation privilégiée avec l’État pour se légitimer. 
Le modèle néo-corporatiste définit une interconnexion et une interrelation entre l’État et les divers groupes d’intérêts. Il existe plusieurs définitions à ce modèle. 

### Définition selon P. Schmitter
Schmitter est le principal penseur du néo-corporatisme. Il le définit comme étant un « système de représentation des intérêts dans lequel des unités constitutives sont organisées en un nombre limité de catégories uniques, obligatoires, non compétitives, organisées hiérarchiquement et différenciées fonctionnellement, reconnues ou autorisées (si ce n’est créées) par l’État qui leur concède délibérément le monopole de la représentation à l’intérieur de leurs catégories respectives ». Cependant, la définition de Schmitter sur le néo-corporatisme n’est pas l’unique.

### Autres définitions
Winkler, autre auteur ayant parlé du néo-corporatisme, voit cette doctrine comme étant un nouveau mode de production économique (au même niveau que le capitalisme et le socialisme) où l’État serait au cœur de l’économie et la société en dirigeant jusque les intérêts privés. Pour Jessop, qui se rapproche un peu de P. Schmitter, le néo-corporatisme définirait une nouvelle forme d’organisation de l’État (qui ne soit pas une démocratie libérale où se mélangerait parlementarisme et tripartisme. Lehmbruch quant à lui voit le néo-corporatisme comme un nouveau mode de décision qui chercherait à intégrer les groupes d’intérêts dans l’appareil même de l’État. Crouch voit quant à lui le néo-corporatisme d’un point de vue plus économique et capitaliste. Il représenterait un système de transaction qui se déroulerait entre le patronat, les syndicats et l’État pour réguler les conflits avec le travail ( C. Crouch, 1979)

## Néocorporatisme et les autres courants de pensées
En plus du modèle Néo-corporatiste, il existe deux autres modèles théoriques de l’intervention des groupes d’intérêts. On retrouve tout d’abord le paradigme pluraliste, qui trouve son origine dans l’idéologie libérale et qui est marqué par un individualisme méthodologique. Il existe ici une grande multiplicité et une grande diversité des groupes qui sont par nature égoïstes puisque poursuivant des intérêts propres. Cette multiplicité des groupes va permettre de disperser le pouvoir, ce qui va alors créer une opposition entre ces groupes d’intérêts qui vont eux-mêmes constituer des contre-pouvoirs. Ce modèle considère le processus politique comme la conséquence des pressions que ces groupes d’intérêts exercent sur l'État afin de voir leurs revendications satisfaites. Les seuls freins que l’État imposerait aux groupes se traduiraient alors par un contrôle de leurs demandes, et ce dernier serait donc seulement un exécutant des compromis établis au préalable par les différents groupes. Dans ce modèle pluraliste, les groupes bénéficient généralement d’un haut degré de professionnalisation ainsi que de ressources financières et d’une expertise importante, et le lobbying constitue leur principal répertoire d’action.
Au contraire, le modèle néo-corporatiste dépasse de son côté l'individualisme méthodologique caractérisant le modèle pluraliste en développant une approche organisationnelle des groupes d'intérêts dans leurs relations avec l'État. Les groupes sont donc vues à la fois comme les représentants des intérêts des individus mais également comme des acteurs permettant la structuration de ces mêmes intérêts. En d'autres termes, il va y avoir un processus d’interaction entre la structure sociale (groupes) et la structure organisationnelle (État).
Dans le modèle d'analyse néo-corporatiste, l'État n'est plus un acteur isolé et séparé de la société civile. Il apparaît au contraire comme le créateur des arrangements avec les groupes d’intérêts, qui vont en échange bénéficier de rétributions spécifiques ainsi que de certains avantages. L’État intervient donc dans la constitution des intérêts puisqu'il peut définir, réguler, autoriser ou empêcher la fonction représentative des groupes. Il se positionne donc comme un médiateur face à des groupes d’intérêts qui vont être très organisés et hiérarchisés. On peut considérer que le concept d'échange politique est central dans ce modèle puisqu’il se traduit par la participation des groupes, notamment à travers des négociations, en échange de la garantie du consensus social ainsi que de l'efficacité des politiques publiques. Ce qui diffère ici du modèle pluraliste est le fait que les groupes peuvent perdre leur autonomie d’action et d’organisation. Enfin, contrairement au modèle pluraliste, les principales ressources des groupes dans le néo-corporatisme vont être leur pouvoir de mobilisation ainsi que leur savoir-faire.
Enfin, le dernier modèle d’intervention des groupes d’intérêts est le modèle contestataire. Dans ce modèle, qui est aujourd’hui moins répandu que les modèles pluralistes et néo-corporatistes, les groupes d’intérêts sont avant tout placés dans une logique de la contestation, que ce soit contre l'État ou contre le patronat. Le modèle prend ainsi racine dans la théorie marxiste de la lutte des classes sociales. Ici, le mode d’action principal est le mouvement social et la protestation par l’action collective, qui peut donc se traduire par l’organisation de grèves, de manifestations, ou plus simplement la mise en place de pétitions. Ainsi, tandis que le modèle néo-corporatiste a pour idée de participer, aux côtés d’un État qui serait médiateur, à la mise en place de politiques publiques, et que le modèle pluraliste cherche lui à influencer un État qui serait plus régulateur en exerçant des pressions, on peut affirmer que ce dernier modèle contestataire d’intervention des groupes d’intérêts se situe davantage dans une logique d’opposition. 

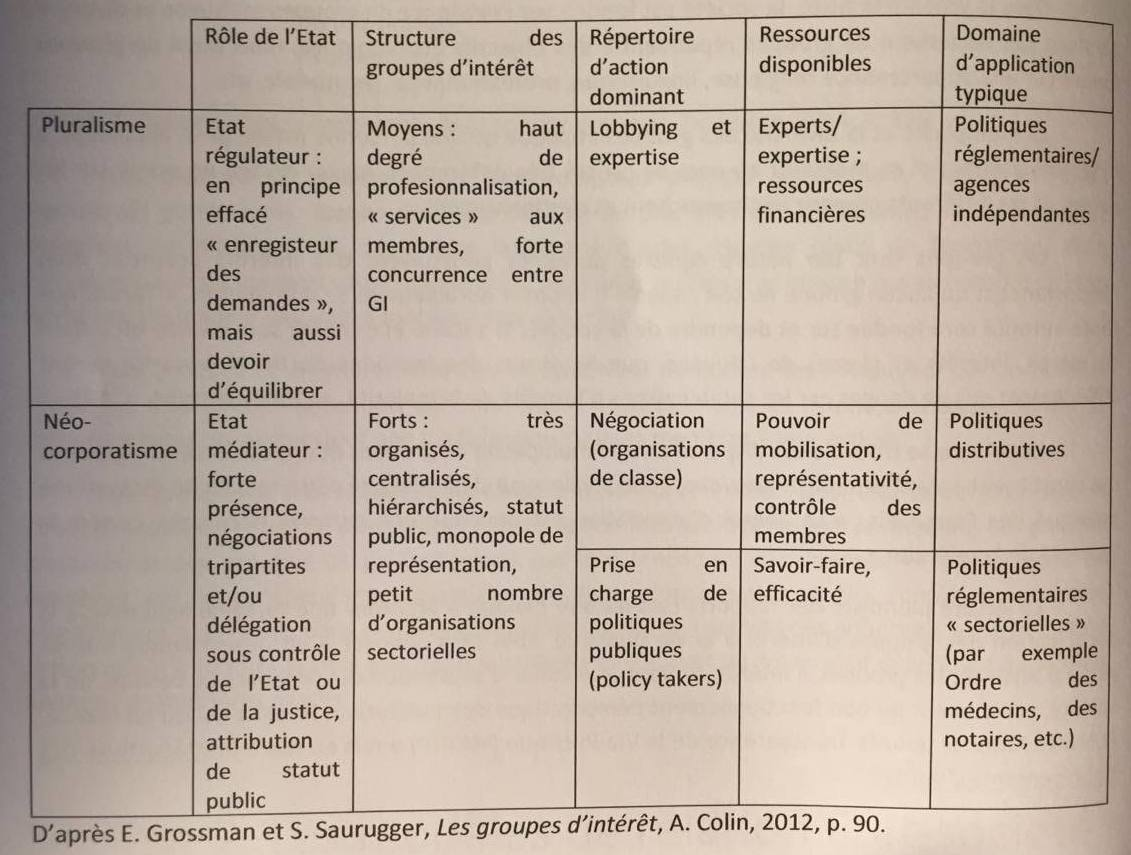
Comparaison du système pluraliste et néocorporatiste

### Exemples
Malgré une définition qui n’est pas clairement établie, plusieurs exemples émergent à travers le monde, au niveau national ou supranational. 

#### Union Européenne
Les institutions européennes consultent très régulièrement la société civile et les groupes d’intérêt, sur des sujets stratégiques comme l’énergie, l’environnement, les services, la chimie, l’agriculture et les biotechnologies.
La multiplicité de niveaux de représentation des intérêts sur le foisonnement organisationnel, sur la limite de l’agrégation par les groupes d’intérêts européens sur la grande complexité, l’ouverture de la fluidité du processus décisionnel européen peut-être ramené au néo-corporatisme.

#### France
Le cas français divise au sein des penseurs de la question du néo-corporatisme. Certains voient une grande tradition néo-corporatiste, notamment dans le domaine de l’agriculture. 
Alain Cotta voit dans le néo-corporatisme français une société attachée au consensus social, à la prospérité nationale et soucieuse d’organiser le contrôle public des contrats privés. 
Le néo-corporatiste français est vu comme une réponse à la crise de l’État-providence et une alternative sociétale à l’interventionnisme étatique.

#### Autriche
L'exemple de l'Autriche permet de voir en quoi l'évolution socio-économique externe affecte la régulation néo-corporatiste, notamment à la suite de l'adoption d'une nouvelle politique économique à partir de 1987, reposant sur l’assainissement budgétaire et la politique de l'offre favorisée par la politique d'intégration européenne.

#### Suède
Ici, les négociations ont lieu entre les partenaires sociaux à savoir le gouvernement, les représentants légitimes des syndicats et les employeurs. Dans le cas de la Suède, les arrangements entre l’administration et les entreprises sont fort intéressants et peuvent être affiliés au néo-corporatisme.

#### Maroc
Le néo-corporatisme constitue une pièce maitresse du dispositif politique de la transition. Témoignage d’une attitude gagnant - gagnant. En effet, d’un côté les catégories sociales porteuses d’intérêts spécifiques se voient optimiser leur fonctionnement en obtenant de l‘État une reconnaissance ou un titre de représentation et de son côté, le pouvoir d’État marocain espère que la méditation néo-corporatiste contribue à la stabilisation de l’environnement social. Il permet de surcroit, de re-politiser à faible frais la participation à l’action publique; les négociations et les arrangements institutionnels.